# 松が丘 (中野区)
松が丘（まつがおか）は、東京都中野区の地名。現行行政地名は松が丘一丁目及び松が丘二丁目。住居表示実施済区域。

## 地理
中野区の北東部に位置する。東部は上高田・新宿区西落合に接している。北部は新青梅街道を境に江古田に接する。西部は、妙正寺川を境に沼袋に接する。南部は新井に接する。町域内を中野通りが縦貫している。また、地域内で妙正寺川と江古田川とが合流している。丘の名の通り、哲学堂通りから中野通りへと高低差が激しい。主に住宅地として利用されている。

## 歴史
松が丘は明治初期まで片山村と呼ばれていたところである。住居表示の施行によって新町名を制定する際、その「片山」も有力な候補に挙がっていたが、哲学堂公園周辺の台地がかつて松林で有名であったことにちなみ、最終的に「松が丘」が採用された。片山の名は、現在も一丁目と二丁目の境にかかる道路橋（片山橋）に残っている。

## 世帯数と人口
2023年（令和5年）1月1日現在（東京都発表）の世帯数と人口は以下の通りである。
| 丁目         | 世帯数    | 人口    |
| ------------ | --------- | ------- |
| 松が丘一丁目 | 2,079世帯 | 3,202人 |
| 松が丘二丁目 | 1,952世帯 | 3,263人 |
| 計           | 4,031世帯 | 6,465人 |

### 人口の変遷
国勢調査による人口の推移。
| 年                 | 人口  |
| ------------------ | ----- |
| 1995年（平成7年）  | 5,602 |
| 2000年（平成12年） | 5,911 |
| 2005年（平成17年） | 5,868 |
| 2010年（平成22年） | 6,321 |
| 2015年（平成27年） | 6,410 |
| 2020年（令和2年）  | 6,565 |

### 世帯数の変遷
国勢調査による世帯数の推移。
| 年                 | 世帯数 |
| ------------------ | ------ |
| 1995年（平成7年）  | 2,784  |
| 2000年（平成12年） | 3,115  |
| 2005年（平成17年） | 3,182  |
| 2010年（平成22年） | 3,570  |
| 2015年（平成27年） | 3,774  |
| 2020年（令和2年）  | 3,948  |

## 学区
区立小・中学校に通う場合、学区は以下の通りとなる（2024年4月現在）。
| 丁目         | 番地     | 小学校               | 中学校             |
| ------------ | -------- | -------------------- | ------------------ |
| 松が丘一丁目 | 1〜31番  | 中野区立令和小学校   | 中野区立第五中学校 |
| 松が丘一丁目 | 32〜35番 | 中野区立江原小学校   | 中野区立第七中学校 |
| 松が丘二丁目 | 10〜35番 | 中野区立江原小学校   | 中野区立第七中学校 |
| 松が丘二丁目 | 36〜37番 | 中野区立江古田小学校 | 中野区立第七中学校 |
| 松が丘二丁目 | 1〜9番   | 中野区立令和小学校   | 中野区立第五中学校 |

## 交通

### 鉄道
| 街区内に設置の駅               |
| ------------------------------ |
| 西武新宿線 - 新井薬師駅(SS 05) |

町域東南端には西武新宿線・新井薬師前駅が置かれている。

### バス
- 関東バス丸山営業所が、周辺の路線を運行している。(※ 国際興業バス池袋営業所と共同運行路線あり)

中野通りや新青梅街道沿いのバス便が数多く設定されている。

## 事業所
2021年（令和3年）現在の経済センサス調査による事業所数と従業員数は以下の通りである。
| 丁目         | 事業所数  | 従業員数 |
| ------------ | --------- | -------- |
| 松が丘一丁目 | 118事業所 | 847人    |
| 松が丘二丁目 | 66事業所  | 483人    |
| 計           | 184事業所 | 1,330人  |

### 事業者数の変遷
経済センサスによる事業所数の推移。
| 年                 | 事業者数 |
| ------------------ | -------- |
| 2016年（平成28年） | 172      |
| 2021年（令和3年）  | 184      |

### 従業員数の変遷
経済センサスによる従業員数の推移。
| 年                 | 従業員数 |
| ------------------ | -------- |
| 2016年（平成28年） | 1,503    |
| 2021年（令和3年）  | 1,330    |

## 施設
- 哲学堂公園…北部の新青梅街道沿いにある。
- 松が丘穴守稲荷神社
- 中野区清掃事務所

## その他

### 日本郵便
- 郵便番号 : 165-0024[3]（集配局 : 中野北郵便局[14]）。